# Sako (Chiens de Paille)
 (juillet 2022).
La mise en forme du texte ne suit pas les recommandations de Wikipédia : il faut le « wikifier ».
Les points d'amélioration suivants sont les cas les plus fréquents. Le détail des points à revoir est peut-être précisé sur la page de discussion.
- Les titres sont pré-formatés par le logiciel. Ils ne sont ni en capitales, ni en gras.
- Le texte ne doit pas être écrit en capitales (les noms de famille non plus), ni en gras, ni en italique, ni en « petit »…
- Le gras n'est utilisé que pour surligner le titre de l'article dans l'introduction, une seule fois.
- L'italique est rarement utilisé : mots en langue étrangère, titres d'œuvres, noms de bateaux, etc.
- Les citations ne sont pas en italique mais en corps de texte normal. Elles sont entourées par des guillemets français : « et ».
- Les listes à puces sont à éviter, des paragraphes rédigés étant largement préférés. Les tableaux sont à réserver à la présentation de données structurées (résultats, etc.).
- Les appels de note de bas de page (petits chiffres en exposant, introduits par l'outil «  Source ») sont à placer entre la fin de phrase et le point final[comme ça].
- Les liens internes (vers d'autres articles de Wikipédia) sont à choisir avec parcimonie. Créez des liens vers des articles approfondissant le sujet. Les termes génériques sans rapport avec le sujet sont à éviter, ainsi que les répétitions de liens vers un même terme.
- Les liens externes sont à placer uniquement dans une section « Liens externes », à la fin de l'article. Ces liens sont à choisir avec parcimonie suivant les règles définies. Si un lien sert de source à l'article, son insertion dans le texte est à faire par les notes de bas de page.
- La présentation des références doit suivre les conventions bibliographiques. Il est recommandé d'utiliser les modèles {{Ouvrage}}, {{Chapitre}}, {{Article}}, {{Lien web}} et/ou {{Bibliographie}}. Le mode d'édition visuel peut mettre en forme automatiquement les références.
- Insérer une infobox (cadre d'informations à droite) n'est pas obligatoire pour parachever la mise en page.

Pour une aide détaillée, merci de consulter Aide:Wikification.
Si vous pensez que ces points ont été résolus, vous pouvez retirer ce bandeau et améliorer la mise en forme d'un autre article.
Pour les articles homonymes, voir Sako.
Sako, de son vrai nom Rodolphe Gagetta, né le 27 mars 1975 à Cannes (06) est rappeur, réalisateur et écrivain français. Il est le rappeur principal du duo Chiens de paille (parfois typographié Chiens 2 paille) qu'il composait avec son producteur Hal (Sébastien Alfonsi). Depuis leur séparation en 2010, Sako poursuit une carrière solo en qualité d'auteur interprète, écrivain et réalisateur.

## Biographie
Sako grandit à Cannes dans les Alpes Maritimes. Il découvre le rap dans les années 1990 aux côtés de son ami Hal. Bagagiste dans le civil, il se lance dans l’écriture,,,,. Il aborde dans ses textes des thématiques sociétales souvent sombres, dans un rap qui se veut conscient, épuré et intemporel,,,,.

### Chiens de Paille (1997 - 2010)
Le 18 décembre 1997, il rencontre Akhenaton au concert d'IAM au Cannet après un premier échange au festival du film 6 mois plus tôt,,,. Akhenaton le convie alors au dernier concert de la tournée de L'école du micro d'argent à Toulon un mois plus tard pour ensuite faire la route ensemble vers Marseille. L'artiste populaire de l'époque est séduit par ses couplets et lui propose d'intégrer ses structures,,. Des dizaines de morceaux vont d'ailleurs naître de cette amitié avec Akhenaton :  Sol Invictus, Soldat de Fortune ou encore Tribute (dans lequel figure le diptyque « Hier matin » - « Ce matin »).
En 1998, avec Hal à la composition, il lance le groupe Chiens de Paille dont il est auteur interprète. Cette même année, leur titre Maudits soient les yeux fermés, composé par Akhenaton, sort sur la bande originale du film Taxi,,. Le film rencontre un franc succès (6,5 millions d'entrées) et la BO s'écoule à plus de 600 000 exemplaires,,,,. Ce morceau marque leur rencontre avec le public : il entre en forte rotation sur la radio nationale urbaine Skyrock et est certifié disque de platine l'année de sa sortie,. Il figure aujourd'hui dans le classement des 100 classiques de l'histoire du rap français du média spécialisé, L'ABCDr du Son. Cette même année, Chiens de Paille commencent à collaborer avec d'autres personnalités importantes du rap français comme Cut Killer ou Freeman et émerge un premier titre, Eclipse, avec 3e Œil.
En 2000, leur titre Comme un aimant, bande originale du film éponyme d'Akhenaton et Bruno Coulais est certifié disque d'or l'année de sa sortie,. Le duo participe également à d'autres bandes originales de films comme Les rivières pourpres de Matthieu Kassovitz ou Conte de la Frustration. L'année suivante, Chiens de Paille présente son premier album 1000 et 1 fantômes, signé sur les labels 361 Records et La Cosca. Akhenaton hypothèque d'ailleurs sa maison pour en financer la production.
En juin 2004, alors qu'ils accompagnent le groupe IAM comme première partie sur leur tournée européenne Stratégie Tour, le second album du groupe Sincèrement subit les affres de l’industrie musicale pour un sample non déclaré et se voit retiré des bacs le mois de sa sortie,,. Sako retourne travailler dans le BTP durant l'été. Alors que les Chiens de Paille pensent devoir renoncer à leur carrière musicale, Akhenaton maintient leur contrat et les convie au concert du lancement d'une console de jeux vidéo à l'automne où ils rencontrent le producteur de rap Tefa qui se propose de les accompagner pour leur retour dans l'industrie musicale. Ils décident ensemble de sortir un album en octobre, Tribute, et de le distribuer dans les kiosques à journaux, à l'instar de Manu Chao,. 30 000 exemplaires seront vendus.
Du titre L'encre de ma plume présent sur 1000 et 1 fantômes, ils initient une réédition L’encre de nos plumes avec Veust, Oxmo Puccino et Akhenaton comme invités. Le clip du titre original entre en haute rotation sur MTV, M6 et sera joué tous les soirs pendant six mois dans les émissions de JoeyStarr et DJ Spank sur Skyrock (Jeudi, jour de sodomie & SKY B.O.S.S le samedi),,,,,,. Akhenaton y fera référence dans le morceau 18.12.97.
En 2006, le duo est à nouveau en tournée Stratégie Tour avec La Cosca Team qui rassemble IAM, Psy4 de la rime, Veust, Saïd, Bouga et L’Algérino. Akhenaton réunit les compositeurs des groupes majeurs signés à la Cosca dans un collectif baptisé Al-Khemia et cette année là, il souhaite l'étendre aux paroliers de son entourage,. Grâce à son impulsion et au soutien de Tefa, Sako s'initie à la variété française et commence a écrire pour différentes personnalités de la chanson,. Il collabore avec Anggun, Amel Bent, Florent Pagny ou encore Julie Zenatti sur son album La boîte de Pandore qui restera 21 semaines au classement du top albums France,,,,. Il multiplie également les collaborations avec des artistes américains renommés (RZA du Wu Tang ou Smiff’n’Wessun). Ces différentes expériences lui permettent de présenter une ferme position concernant la reconnaissance des écrits des auteurs paroliers au profit des artistes interprètes et dénonce les pratiques de l'industrie musicale où leur contribution n'est pas justement mentionnée ou correctement rétribuée.
En 2008, le groupe Chiens de Paille produit le volume 2 de la mixtape Tribute en compagnie de Cut Killer. Ils se séparent en 2010, période durant laquelle Sako privilégie ses activités de parolier et développe une activité d'édition,,. Le groupe Chiens de Paille sera d'ailleurs l'une des seules références françaises du rap citée par PNL,, avant leur succès.

### Carrière solo (depuis 2010)
En 2013, Sako s'initie à l'écriture cinématographique et rédige un premier scénario de long-métrage. Il écrit et réalise le documentaire Mon cœur, mes textes produit par la société de production BSide Prod.
En 2015, il propose une nouvelle version de Maudits soient les yeux fermés dans une démarche non mercantile. Il y convie Youssoupha, Tunisiano, Veust, Soprano, Lino, MilliOnAir et Akhenaton,.
En 2016, Sako entreprend une formation aux techniques d'écriture cinématographique et sort en novembre, son livre Quoi qu'il arrive chez les éditions Ramsay,,,. C'est Akhenaton qui se charge de la préface de celui-ci.
En 2017, il crée et met en production le concert Ciné-Rapsody aux côtés de Faf Larage et du compositeur Sébastien Damiani.
En 2018, il se lance dans l'écriture de plusieurs documentaires : 
- Ladies First qui a pour thème les femmes dans l'industrie musicale ;
- Notre histoire qui relate l'histoire du rap et son traitement par les médias et la société[8] ;
- HHED qui présente la pédagogie par le Hip Hop avec le souhait de ré-enchanter l'éducation scolaire.

En 2020, il dévoile le titre Tu leur diras, premier extrait de l'album META sur lequel il travaille depuis deux ans aux côtés du compositeur Céhashi,. À la suite de la diffusion du clip, Michèle Rivasi, députée européenne (EELV) lui demande de rédiger un discours sur la thématique de la migration.
Le 29 Janvier 2021, l'album META sort en digital et y figurent Akhenaton, Youssoupha, Veust, Aketo (Sniper) et Anggun,,,,,. Il y a plusieurs significations derrière META : Musique Et Texte Adultes, META comme préfixe grec d'« en parallèle de », Matière Évasive pour Trafiquant d’Âmes ou Musique Éternelle pour Terriens Abîmés,. Sako convie d'ailleurs sa femme et ses filles à la fin de ce projet, une manière selon lui d'appuyer son rapport à la famille, à l'amour et à la transmission. Cette démarche est soutenue par son featuring avec Akhenaton où ils évoquent leurs femmes dans le titre Le reste de ma vie,,,.
Durant cette même année, il produit quatre films pour l'exposition  HipHop 360 à la Philharmonie de Paris, où le titre Comme un aimant est désigné parmi les 80 plus grands titres du rap français[réf. nécessaire].
Il s'implique également dans l'action sociale et s'investit dans La plateforme de l'inclusion, un outil digital à destination des 2 000 000 de personnes les plus éloignées de l'emploi pilotée par le Ministère du travail, de l'emploi et de l'insertion,.
En 2022, son livre "Quoi qu'il arrive" inspire la série documentaire The Next Episode qu'il développe avec les sociétés LadyBirds Films et Tale Seed. En parallèle, il intègre l'agence Time Art en tant qu'auteur scénariste. Il participe également aux lives organisés par la France Insoumise durant les campagnes de l'élection présidentielle et exprime alors son soutien à Jean-Luc Mélenchon,.
Le 24 juin 2022, sort la réédition physique de l'album META avec 3 titres bonus dont "HXGN", en featuring avec l'artiste BRAV ainsi qu'"Elevation" avec la rappeuse Eesah Yasuke.
Le 1er Septembre 2022, il signe un accord avec l'artiste Eesah Yasuke et accepte de l'accompagner dans le développement de sa carrière et notamment la production de son premier album.

## Discographie

### Chiens de Paille (1997 - 2010)

#### Albums Chiens de Paille
- 2001 : Mille et un fantômes
- 2004 : Sincèrement (361 Records)
- 2005 : Tribute
- 2008 : Tribute II

#### Participations, singles et apparitions
- 1998 : Éclipse, Freeman, Boss One, K.Rhyme Le Roi et Sako, Cut Killer Show Présente Opération Freestyle
- 1998 : Maudits soient les yeux fermés, Chiens de paille (Sako), Taxi B.O du film (Côté Obscur, Small)
- 1999 : 16'30 contre la censure, Fonky Family, Vestat (Basic), Sinistre (Malédiction Du Nord), Eben (2 Neg'), Abou (Microrganism), KDD, Akhenaton, Chiens de paille, Yazid, Mystik, Prodige Namor, Endo (Basic), Niro (2 Neg'), Ménélik, L'âme Du Razwar, Insomniak, Driver, Soldafada, 16'30 contre la censure
- 1999 : Je dis ce que je vis..., Rival ft. Sako', De la rue à la scène
- 1999 : Freestyle (Feat. Coloquinte), Neochrome vol.2
- 1999 : C'est notre hip-hop, Freeman ft. K.Rhyme Le Roi, Akhenaton, Sako, Def Bond, Faf Larage, Shurik'n, Sista Micky, L'palais De Justice
- 1999 : Talking Therapy, La Cosca et Les Turntable Dragun'z
- 1999 : Libre Style, part.1, Coloquinte, Sako, Samaï, Akhenaton et Vincenzo, La Cosca et Les Turntable Dragun'z
- 2000 : L'instinct animal, Cosca Family, DJ Mars Session 01
- 2000 : Discussion close, Napalm (Chiens de paille, Coloquinte, Mic Forcing), Les Rivières Pourpres
- 2000 : Rivières pourpres, Napalm (Coloquinte, Mic Forcing), Les Rivières Pourpres
- 2000 : Pour de meilleurs lendemains, Soprano & Sako, Sad Hill Impact
- 2000 : Comme un aimant, Chiens de paille (Sako), Comme Un Aimant
- 2000 : How It Is, Bruizza, Electro Cypher
- 2000 : Freestyle, Coloquinte, Chiens de paille & Akhenaton, Extralarge
- 2001 : Faux coupables, Chiens de paille, Hip Hop Underground #03 (magazine 'Tracklist')
- 2001 : Le Chant des sirènes, Chiens de paille, Sur Un Air Positif
- 2001 : Mes soleils et mes lunes (Feat. Sako), Akhenaton, Sol Invictus
- 2001 : Akh (version K) (Hal Remix), Akhenaton, Maxi Akh (Version K)
- 2002 : Une journée chez le diable, Akhenaton, Black Album
- 2002 : À vouloir toucher Dieu, Akhenaton, Black Album
- 2002 : Mes soleils et mes lunes (acoustique) (Feat. Sako), Akhenaton, Black Album
- 2002 : Course de fond, Dynamike & Sako, Dis L'heure 2 Rimes (Hostile Records)
- 2003 : Ehre et Stärke (feat. Sako), Azad, Faust Des Nordwestens (Pelham Power Productions)
- 2003 : Freestyle (Shell, Masar, Sako), DJ Nocif & DJ Serom, T-Roro Mixtape
- 2003 : Freestyle Sako, M.A.S.A.R présente Freestyle radio vol.1
- 2003 : Rap Fanatic (Feat. Coloquinte), Samm, Droit, Humble Et Fort
- 2003 : Cartes sur table (Feat. Akhenaton), Samm, Droit, Humble Et Fort
- 2003 : Nos perles (Feat. Chiens de paille), Samm, Droit, Humble Et Fort
- 2003 : Un instant de vie (Feat. Le A), Samm, Droit, Humble Et Fort
- 2004 : Simple (Remix IV My People), Sako, Streetly Street vol.3
- 2004 : Sincèrement Remix (Feat. Masar), Chiens de paille, Le Putsh vol.2
- 2004 : Fatigué qu'on me juge, Chiens de paille, Dj Goldfingers : Session Freestyle (mixtape)
- 2005 : Untitled, Chiens de paille, 50 MC's vol.2
- 2005 : Sous pression, part.2 (Feat. Chiens de paille), Bakar, Pour Les Quartiers (Kilomaître)
- 2005 : C'est ton jour, Sako & Bakar, Résurrection (Hématom Concept)
- 2005 : El camino recto (Feat. Freeman & Chiens de paille), Falsalarma, Alquimia
- 2005 : Fragile, Chiens de paille, Opinion Sur Rue 2
- 2005 : Toujours la même (Feat. Chiens de paille), Les Sales Gosses, 12 Ans D'âge
- 2005 : Leurs temps de cuisson (Feat. Sako), Akhenaton, Double Chill Burger (Capitol Music, EMI Music France)[36]
- 2005 : Combien de temps (Feat. Masar), Chiens de paille, 06 All Starz
- 2006 : Produit de l'environnement (Feat. Sako & Kako), Akhenaton, Dis L'heure 2 Hip Hop/Rock
- 2006 : Juste la rage (Sako & Veust), Dj Djel & Dj Kimfu, Sale Sud
- 2006 : Le Pessimiste (Feat. Sako), Grems, Airmax
- 2006 : Je comprends pas (Interlude), Chiens de paille, Block Life 4 (mixé par Dj Mej)
- 2006 : Interlude, Chiens de paille, What's The Flavor : The Black Mixtape
- 2006 : Déjà les barbelés (feat. Sako), Akhenaton, Soldats de fortune
- 2006 : Mots blessés, Akhenaton, Soldats De Fortune
- 2006 : Bien paraître (Feat. Sako), Akhenaton, Soldats De Fortune
- 2006 : Do It, Do It, Do It (Feat. Sako), Akhenaton, Soldats De Fortune
- 2006 : Bien paraître (ft. Sako, IAM), Akhenaton, Soldates de fortune
- 2006 : Y'a rien de personnel, Akhenaton, Cut Killer & Dj Whoo Kid Evolution (mixtape)
- 2006 : Terroristes du mot, Oxmo Puccino, Sako, Brasco & El Matador, Brasco & El Matador - Bombattak Mc's
- 2006 : Tant que Dieu (ft. Akhenaton & Sako), Soprano, La Cosca Team vol.2 (La Cosca, 361 Records)
- 2006 : O.2.H.3, Chiens de paille, La Cosca Team vol.2 (La Cosca, 361 Records)
- 2006 : La Ronde (ft. Sako), La Cosca Team, La Cosca Team vol.2 (La Cosca, 361 Records)
- 2006 : Bucktown to Mars, Sako, Buckshot, Alonzo et Smif & Wessun, MXX Street Selection
- 2007 : Y'a pas d'arrangement (ft. Sako), Freeman, Opinion Sur Rue vol.3
- 2007 : Pour la cause (ft. Chiens de paille), Akhenaton, Opinion Sur Rue vol.3
- 2007 : Y'a rien de personnel, Iam, Saison 5
- 2007 : Si tu savais, Chiens de paille, Official Mixtape IAM
- 2007 : Les Cartons, Julie Zenatti, La Boîte De Pandore, (Sako, Franck Rougier, Julie Zenatti, Emmanuel Rodier)
- 2007 : J'ai croisé le diable, Julie Zenatti, La Boîte De Pandore (Sako, Fabien Galland, Julie Zenatti, Emmanuel Rodier)
- 2007 : Fais-moi confiance (ft. Sako), Julie Zenatti, La Boîte De Pandore (Columbia)
- 2007 : La Vie d'artiste (ft. Sako), Hasta Siempre, Paid In Soul
- 2007 : L'Instant présent (Sako & Veust), Dr Mahbool Injection
- 2007 : Guantanamo, Sako, Dr Mahbool Injection
- 2007 : T'étais où, Yak, Saïd, Sako, Chroniques De Mars vol.2
- 2007 : Le Parloir (ft. Tchoune), MC Arabica, L'égalité Dans La Différence
- 2008 : J'la ferme (ft. Sako), Deklin, Mixtape What's Up ?, Volume 3
- 2008 : Pas 2 comme moi (ft. Millionnaire), Chiens de paille, La Fnac En Mode Rap Français vol.1
- 2008 : J'aimerais comprendre (ft. Sako), Drikinho, in Best Of Mc Bilingue
- 2008 : États d'homme (ft. Sako), Sims, États D'homme
- 2008 : Ok!!! pas de frontières (ft. Sans Pression), Chiens de paille, Fight Klub Presents Play Time
- 2008 : Dans les yeux des hommes (ft. Sako), Mayrina Chebel, Ailleurs (A/Z)
- 2009 : J'aurais, Tchad Unpoe, Sako & Jules Lojik
- 2009 : Par le toit ouvrant (ft. Sako & Veust Lyricist), Akhenaton, Contes de la frustration (361 Records)
- 2010 : Waow, Waow (feat. Sako & Greis)
- 2011 : Hôtel Bilderberg (Ahmad & Sako)
- 2012 : Nouvel Automne, Akhenaton, Sako & Rachel Claudio

### Carrière solo (après 2010)

#### Albums
- 2021 : META (A Day A Dream)
- 2022 : META, réédition physique (A Day A Dream)

#### Singles & featuring
- 2020 : Tu leur diras
- 2021 : Versus (ft. Aketo)

### Activité de parolier (auteur sans interprétation)
- 2005 : Supa Bad (ft. Bouga), Akhenaton, Double Chill Burger ; écrit par Akhenaton & Rodolphe Gagetta (Capitol Records)
- 2005 : Le vent (ft. Shurik'N), Akhenaton, Double Chill Burger ; écrit par Akhenaton & Rodolphe Gagetta (Capitol Records)
- 2006: Troie, Akhenaton, Soldats de fortune ; écrit par Akhenaton & Rodolphe Gagetta (361 Records)
- 2007 : Les Cartons, Julie Zenatti, La Boîte de Pandore ; écrit par Franck Rougier, Julie Zenatti, Emmanuel Rodier, Rodolphe Gagetta (Columbia)
- 2008: Tentation, Anggun, Elevation ; écrit par Anggun, Rodolphe Gagetta (Warner France)
- 2008: Rien à écrire, Anggun, Elevation ; écrit par Anggun, Rodolphe Gagetta (Warner France)
- 2008: Cette nuit, Anggun, Elevation ; écrit par Anggun, Rodolphe Gagetta (Warner France)
- 2008: Si je t'emmène, Anggun, Elevation ; écrit par Anggun, Prakazrel Samuel Michel, adapté par Rodolphe Gagetta (Warner France)

## Certifications
- 1998 : Maudits soient les yeux fermés, disque de platine
- 2000 : Comme un aimant, disque d'or
- 2011 : Cette idée là, interprété par Amel Bent, disque d'or (co-auteur)

## Activités de réalisations
- 2013 : Mon cœur, mes textes, Bside Prod (documentaire)
- 2017 : Ciné-Rapsody (concert)
- 2018 : Ladies First (documentaire)
- 2018 : Notre histoire (documentaire)
- 2018 : HHED (documentaire et projet socio-éducatif)
- 2021 : HIPHOP 360, réalisation de quatre films pour l'exposition éponyme tenue à Paris
- 2022 : The next episode, LadyBirds Films et Tale Seed (documentaire)